# Videogioco gestionale

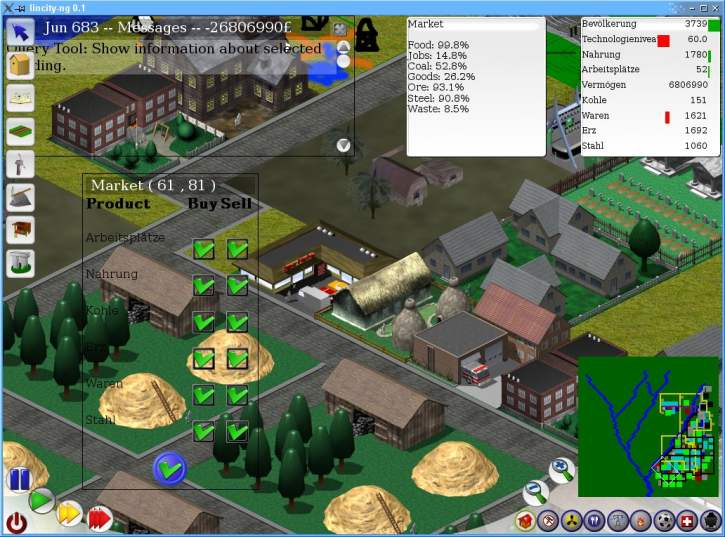
Lincity-ng

Con il termine videogioco manageriale o gestionale viene identificata quella categoria di videogiochi che simulano azioni della vita quotidiana e richiedono al giocatore il controllo completo su una certa attività. Il termine manageriale è utilizzato solitamente nei giochi di sport, e il termine gestionale in tutti gli altri casi. Fra i primi esempi di questo genere è possibile citare Hamurabi e Santa Paravia and Fiumaccio: nel primo, scritto in linguaggio BASIC e completamente testuale, si vestono i panni del re babilonese, mentre il secondo, più evoluto e dotato di grafica, è ambientato nel Rinascimento italiano.

## Tipologia
La categoria abbraccia diversi tipi di giochi, da quelli legati agli sport a quelli che simulano la vita in generale.
- sportivi: solitamente viene chiesto al giocatore di controllare una squadra (ad esempio di calcio) come un vero manager. Si dovrà quindi gestire la campagna acquisti con un limitato budget e cose di questo genere.

- economici: il giocatore gestisce un'azienda, una città (i cosiddetti city-building game) o altra struttura dal punto di vista economico e amministrativo.

- storici: il giocatore si vede impegnato a gestire un'intera civiltà, organizzando un governo, mandando i soldati a conquistare terre, ecc.
- Zoo o Park Builder: il giocatore deve gestire uno zoo (di dinosauri e altri animali estinti o di animali viventi) in cui deve prendersi cura degli animali nei recinti e costruirne altri.

## Generi confusi con i gestionali
Ci sono altri tipi di videogiochi che spesso vengono considerati in questo genere senza esserlo: il videogioco di ruolo che ha come tema la vita quotidiana o il videogioco di divinità ("God game"), in cui durante il gioco ci si occupa di uno o pochi personaggi (che sono piuttosto "indipendenti"), organizzandone le attività e dandogli vari compiti da fare (mandandolo al lavoro, organizzando party, ecc).
In questi videogiochi è interessante il modo in cui si controlla il gioco (il "gameplay"), che è quasi sempre indiretto, dove si possono causare eventi speciali come scatenare alcune calamità naturali (tornado, eruzioni, inondazioni...).
Invece negli strategici si ha un controllo diretto, sia nel caso di macrogestione che di microgestione, di numerose unità uguali (con una propria azione o due) come negli RTS, oppure si valutano dati per dirigere il gioco e per scegliere le strutture da costruire o le risorse da utilizzare (spesso con schermate) come nei manageriali.

## Difficoltà
Giochi di questo genere possono essere particolarmente complicati da gestire per un videogiocatore alle prime armi, ma se portati avanti possono regalare molta soddisfazione e divertimento. L'aspetto più difficile è che il giocatore non è chiamato alla pura e semplice azione, ma deve applicarsi particolarmente per avere un buon tornaconto alla fine della partita. Dovrà quindi improvvisare strategie e tenere conto di più fattori per la riuscita delle missioni.